# Agartala
Agartala (també Natan Haveli o "Ciutat Nova") és un municipi de Tripura i capital de l'estat i del districte de West Tripura. És a tan sols 2 km de la frontera de Bangladesh. Fou també la capital del principat de Tripura (Hill Tipperah State) i residència ocasional del seu maharajà. Està a 60 km al nord de Comillah (Kumilla) i a la riba dreta del riu Haora.
Va passar de ser una petita vila de 2.144 habitants el 1881, als seus 189.327 habitants al cens del 2001, i a 367.822 el 2004 després d'ampliació del municipi. La municipalitat va arribar a 100.000 habitants el 1971. El 1981 fou ampliada fins a 28 km², el 1991 fins a 41 km², el 2001 fins a 42,5 km² i el 2004 fins a 150 km².
La ciutat està poblada per emigrants bengalís. Es parla el bengalí, el kokborok, el manipurí, el changma i algunes altres llengües.
La ciutat té aeroport (Agartala Airport o Singerbhil Airport) (codi IATA: IXA. Codi ICAO: VEAT) el qual se situa a 12 km al nord de la ciutat. És també seu de la Universitat de Tripura.

## Divisió administrativa
La municipalitat està dividida en "paras" o llogarets. Les principals àrees de la ciutat són:
- Krishnanagar
- Banamalipur
- Dhaleshwar
- Shibnagar
- Ramnagar
- Joynagar
- Abhoynagar
- Radhanagar
- Arundhutinagar
- Gol Bazaar
- Gurkha Basti
- Kunjaban
- College Tilla
- Indiranagar
- Bhati Abhoynagar
- 79 Tilla
- New Capital Complex
- GB, Agartala
- Amtali
- Durjoynagar
- Bardowali

## Història
La vella Agartala, avui part d'Agartala es troba a 6 km a l'oest de la ciutat nova i fou la residència del raja des del 1844 (abans era a Rangamati, South Tripura) per decisió del maharajà Krishna Kishore Manikya (1830-1849); a causa dels atacs dels kukis el 1849 es va fundar la nova Agartala; a la vella vila s'hi conserva un palau i altres monuments i alguns edificis foren reformats i serviren de residència al raja a partir del 1875. Al costat del palau hi ha un temple hindú molt venerat amb 14 caps d'or, plata i altres metalls, representant les deïtats tutelars del poble de Tripura.
El maharajà Chandra Manikya (1862-1896) va crear la municipalitat (d'uns 5 km² i 875 habitants) el 1871. Maharajà Bir Bikram Manikya Bahadur fou, a la primera meitat del segle xx, l'impulsor de la modernització de la ciutat.
El 1897 el palau reial fou destruït per un terratrèmol i dos anys després el maharajà va començar a edificar un nou palau, el Palau Ujjayanta. El 1949 fou nacionalitzat i anys després va esdevenir la seu del poder legislatiu de l'estat. Els temples més destacats porten el nom de temple de Jagannath i temple d'Umamaheswar.